# Frances Ivens

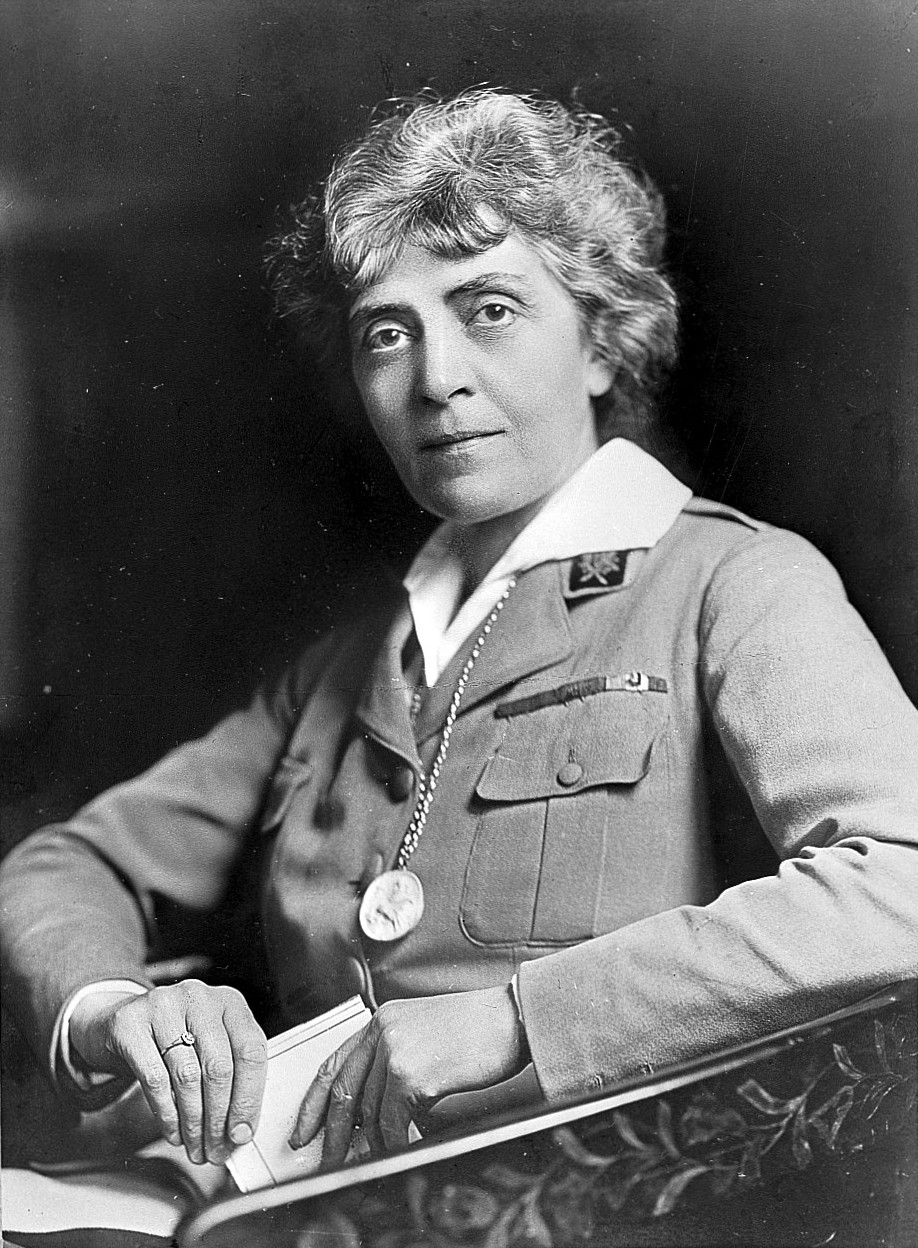
Frances Ivens, 1920er Jahre

Frances Ivens, Chief Medical Officer in Royaumont, 1919

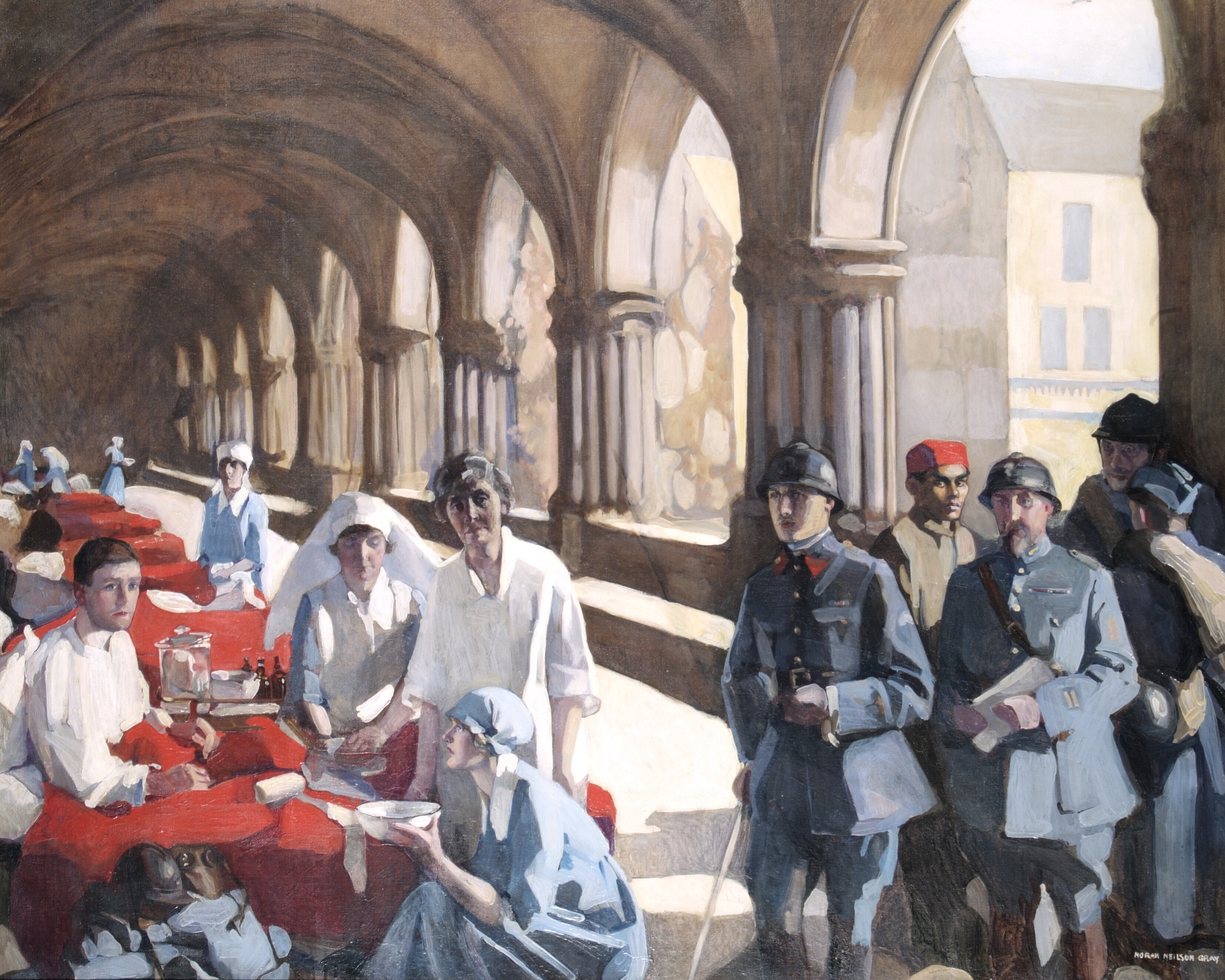
Frances Ivens untersucht verwundete, französische Soldaten in Royaumont, Gemälde von Norah Neilson Gray, 1920

Mary Hannah Frances Ivens, CBE (* 1870 in Little Harborough, Rugby Warwickshire; † 6. Februar 1944 in Killagorden, St Clement, Cornwall) war eine englische Geburtshelferin und Gynäkologin, die als erste Frau in Liverpool eine Stelle als Krankenhausärztin erhielt. Während des Ersten Weltkriegs war sie Chefärztin des Scottish Women's Hospital in Royaumont, nordöstlich von Paris. Für ihre Verdienste um die französischen Streitkräfte wurde sie mit der Légion d’honneur und dem Croix de guerre ausgezeichnet.

## Leben
Ivens wurde als fünftes Kind von Elizabeth (geb. Ashmole) (1840–1880) und William Ivens (1830–1905), einem Landwirt und Holzhändler, geboren. Sie trat 1894 im Alter von 24 Jahren in die London School of Medicine for Women ein und absolvierte ihr klinisches Studium am Royal Free Hospital. 1900 schloss sie ihr Studium mit der Goldmedaille in Geburtshilfe und mit Auszeichnung in Medizin und Forensik ab. 1902 erwarb sie den Bachelor of Medicine and Surgery mit Auszeichnung. Im Jahr 1903 erwarb sie den Grad eines Master of Surgery. Nach einem weiteren Postgraduiertenstudium in Geburtshilfe und Gynäkologie in Dublin und Wien sammelte sie sieben Jahre lang chirurgische Erfahrungen in London am Royal Free Hospital, am New Hospital for Women (heute Elizabeth Garrett Anderson and Obstetric Hospital) und am Canning Town Mission Hospital for Women.
1907 wurde sie zur gynäkologischen Chirurgin einer neuen Abteilung im Liverpooler Stanley Hospital ernannt – die erste Frau, die formales Amt in einem Liverpooler Krankenhaus innehatte. Die Betten waren speziell unter der Bedingung gestiftet worden, dass sie von einer Ärztin betreut werden sollten. Hier baute sie eine große gynäkologische Ambulanz auf. Später wurde sie auch zur Chirurgin des Liverpool Samaritan Hospital ernannt. In Liverpool setzte sie sich dafür ein, dass mehr Frauen in Krankenhäuser berufen wurden, und wurde ein führendes Mitglied der North of England Medical Women’s Society. Sie engagierte sich in der Wahlrechtsbewegung und war Vorsitzende des Liverpooler Zweigs der Conservative and Unionist Women's Suffrage Society.
Im Dezember 1914 meldete sie sich freiwillig zum Dienst in Frankreich als Leiterin der Abteilung des Scottish Women’s Hospitals for Foreign Service, die Kloster Royaumont unter dem französischen Roten Kreuz eingerichtet worden war. Vor dem Krieg hatte sie keine Männer behandelt, da sich ihre Praxis auf Frauen und Kinder beschränkte.  Sie hatte auch keine Erfahrung in der Behandlung von Kriegsverletzten und las viel über dieses Thema, wie die Bücher zeigen, die sie später der Liverpool Medical Institution schenkte. Das Krankenhaus behandelte die französischen Verwundeten der Westfront. Zunächst wurden 100 Betten eröffnet, aber bis zum Ende des Konflikts war die Zahl auf 600 gestiegen. Sie blieb bis Februar 1919 Chefärztin, mit nur einem Urlaub in England, den sie hauptsächlich mit Vorträgen verbrachte, um Geld für das Krankenhaus zu sammeln. 1917 wurde ein weiteres Krankenhaus in Villers-Cotterêts eröffnet, das näher an der Westfront lag. Dort operierte sie während des deutschen Vormarschs im März 1918 unter Granatenbeschuss, bis sie gezwungen waren, nach Royaumont zu evakuieren.
Im Laufe des Krieges behandelten Ivens und ihr Team über 10.861 Patienten, darunter 8.752 Soldaten. Der Großteil der größeren Operationen wurde von Ivens und ihrer Stellvertreterin Ruth Nicholson durchgeführt. Die bemerkenswert niedrige Sterblichkeitsrate von 1,82 % war niedriger als in vergleichbaren Militärkrankenhäusern. Die Ärztinnen leisteten Pionierarbeit bei der Behandlung von Gasbrand, indem sie Röntgenstrahlen und Bakteriologie zur Diagnose einsetzten, gefolgt von einem umfassenden chirurgischen Débridement des betroffenen Gewebes. Sie veröffentlichte Berichte darüber in der medizinischen Fachliteratur. Außerdem konnten sie Antiserum verwenden, das vom Pasteur-Institut in Paris geliefert wurde. Das Krankenhaus wurde von vielen französischen Generälen und Regierungsbeamten inspiziert und anerkannt, und sein Ruf war weitgehend auf die Leitung von Frances Ivens zurückzuführen.
Nach dem Krieg kehrte Ivens in die Krankenhauspraxis in Liverpool zurück. Sie war maßgeblich am Wiederaufbau des Entbindungskrankenhauses und an der Gründung der Liverpool Women's Radium League beteiligt. Sie war auch führend an der Gründung des Crofton Recovery Hospital for Women beteiligt. In dieser Zeit setzte sich Ivens aktiv für die Belange von Frauen in der Medizin ein und wurde von 1924 bis 1926 zur Präsidentin der Medical Women's Federation gewählt. Einige Jahre später wurde sie 1929 als erste Frau zur Vizepräsidentin der Liverpool Medical Institution gewählt und wurde im selben Jahr Gründungsmitglied des Royal College of Obstetricians and Gynaecologists.
Im Alter von sechzig Jahren heiratete sie den inzwischen verwitweten Charles Knowles, den sie seit ihrer Studienzeit kannte. Sie zogen nach London, wo sie ihre Praxis als Fachärztin weiterführte, bis sie sich mit ihrem Mann nach Truro in Cornwall zurückzog. Ihre Nachfolge in Liverpool trat Ruth Nicholson an.
Sie spielte auch eine führende Rolle bei den Aktivitäten der Royaumont and Villers Cotterêts Association und war Vorsitzende des Cornwall-Komitees der Friends of the Fighting French. Sie sprach fließend Französisch und reiste regelmäßig nach Frankreich, wo sie ehemalige Patienten besuchte, und viele der Verwundeten, die sie in Royaumont behandelt hatte, schrieben ihr regelmäßig. Sie hielt auch Kontakt zu ehemaligen Mitarbeitern, die sich jährlich zum Abendessen der Royaumont Association trafen.
Bei Ausbruch des Zweiten Weltkriegs 1939 fungierte sie als medizinische Inspektorin für das Rote Kreuz in Cornwall. Sie starb 1944 im Alter von 74 Jahren in Cornwall.

## Auszeichnungen
In Anerkennung ihres Einsatzes in Royaumont wurde sie vom französischen Staatspräsidenten mit dem Kreuz der Ehrenlegion ausgezeichnet. Im Dezember 1918 erhielt sie das Croix de guerre mit Palme, wie es in der Begründung hieß: “…having ensured, day and night, the treatment of French and Allied wounded during repeated bombardment at Villers Cotterets in May 1918. On the approach of the enemy she withdrew her unit at the last moment to the Abbaye de Royaumont where she continued her humane mission with the most absolute devotion” (deutsch: „[…] sie hat Tag und Nacht die Versorgung der französischen und alliierten Verwundeten während der wiederholten Bombardierung von Villers Cotterets im Mai 1918 sichergestellt. Beim Herannahen des Feindes zog sie sich mit ihrer Einheit im letzten Moment in die Abbaye de Royaumont zurück, wo sie ihre humane Mission mit absoluter Hingabe fortsetzte.“) Sie wurde außerdem mit der Médaille d’honneur des épidémies ausgezeichnet. Die Universität Liverpool verlieh ihr 1926 den Ehrentitel eines Master of Surgery und im selben Jahr wurde sie zum Commander of the Order of the British Empire (CBE) ernannt.

## Publikationen (Auswahl)
- A Case of Non-Ovarian Pelvic Dermoid Tumour. In: Proceedings of the Royal Society of Medicine. Band 2, 1909, ISSN 0035-9157, S. 349–354, doi:10.1177/003591570900200860.
- Demonstration of a Very Young Tubal Ovum. In: Proceedings of the Royal Society of Medicine. Band 4, 1911, ISSN 0035-9157, S. 313–322, doi:10.1177/003591571100400867.
- The After-Results of Operations for Uterine Displacements. In: Proceedings of the Royal Society of Medicine. Band 6, 1913, ISSN 0035-9157, S. 206–207, doi:10.1177/003591571300600937.
- A Clinical Study of Anaerobic Wound Infection, with an Analysis of 107 Cases of Gas Gangrene. In: Proceedings of the Royal Society of Medicine. Band 10, 1917, ISSN 0035-9157, S. 29–110, doi:10.1177/003591571701002002.